# Classe Le Corse
La classe Le Corse (dal nome dell'unità capoclasse), detta anche E50 , è stata una classe di navi prodotta dall'industria navale francese per la Marine nationale dopo la fine della seconda guerra mondiale. Le navi della classe Corse, secondo la nomenclatura navale francese dell'epoca, erano classificate escorteurs rapides, erano contraddistinte dal pennant number F ed erano equiparabili a delle fregate.

## Storia
Dopo la seconda guerra mondiale la Marine nationale è composta di vecchie unità che sono sopravvissute alla guerra, integrate da unità leggere provenienti dalla US Navy e dalla Royal Navy, unitamente ad alcune navi tedesche e italiane recuperate a titolo di danni di guerra. L'esperienza della guerra aveva dimostrato l'utilità di navi di scorta per la protezione dei convogli oceanici e delle grandi navi.
Dal 1943, apparve dunque un nuovo tipo di nave di scorta (escorteur) come le fregate inglesi della River, le corvette della Flower, di cui saranno dotate le Forces navales françaises libres (FNFL), e i cacciatorpediniere di scorta statunitensi della classe Cannon.
Nel 1949, la Francia e altri paesi occidentali, con l'inizio della guerra fredda, decisero la costruzione di navi di scorta rapide (escorteurs rapides) per la protezione dei gruppi aeronavali per operare nel contesto della NATO e la Marine nationale si vide affidare la missione prioritaria della lotta antisommergibile. La marina declina così le sue future realizzazioni navali di escorteurs d'escadre, escorteurs rapides e avisos escorteurs (per la lotta antisommergibile) e escorteurs côtiers.

## Caratteristiche
L'escorteur rapide de type E50 è una nave di 1.500 tonnellate di dislocamento, le sue due turbine a vapore da 20.000 cv (14.718 kW) gli permettono una velocità massima di 27 nodi e la sua autonomia è di quasi 5.000 miglia nautiche a 15 nodi. All'inizio era previsto di dotarlo di un'artiglieri con un cannone di produzione tedesca da 105 mm e di 2 affusti doppi da 57 mm. Il cannone 105 mm non essendo antiaereo fu rimpiazzato da un terzo affusto da 57 mm. Il primo modello di siluri fu il K2 che fu poi sostituito dal modello L3.
Questa serie sarà seguita da una seconda classe di 14 unità migliorate del tipo E52.

### L'armamento
lotta antisommergibile
- 4 × 3 tubi lanciasiluri da 550 mm (a prua)
- 1 lanciarazzi del tipo Hedgehog da 375 mm (a poppa)
- 2 lanciatori di granate antisottomarino (a poppa)

difesa antiaerea
- 3 × 2 cannoni da 57 mm (1 torretta a prua e 2 torrette a poppa)
- 2 cannoni da 20 mm Oerlikon (uno su ogni lato)

## Unità
| N°   | Nome          | Cantiere navale | Varo             | Ingresso in servizio | Disarmo           |
| ---- | ------------- | --------------- | ---------------- | -------------------- | ----------------- |
| F761 | Le Corse      | Lorient         | 5 agosto 1952    | 23 aprile 1955       | 31 gennaio 1975   |
| F762 | Le Brestois   | Lorient         | 16 dicembre 1952 | 19 gennaio 1956      | 30 settembre 1975 |
| F763 | Le Boulonnais | Nantes          | 15 maggio 1953   | 5 agosto 1955        | giugno 1976       |
| F764 | Le Bordelais  | La Seyne        | 11 luglio 1953   | 7 aprile 1955        | 1º giugno 1976    |